# Gut Gerdshagen

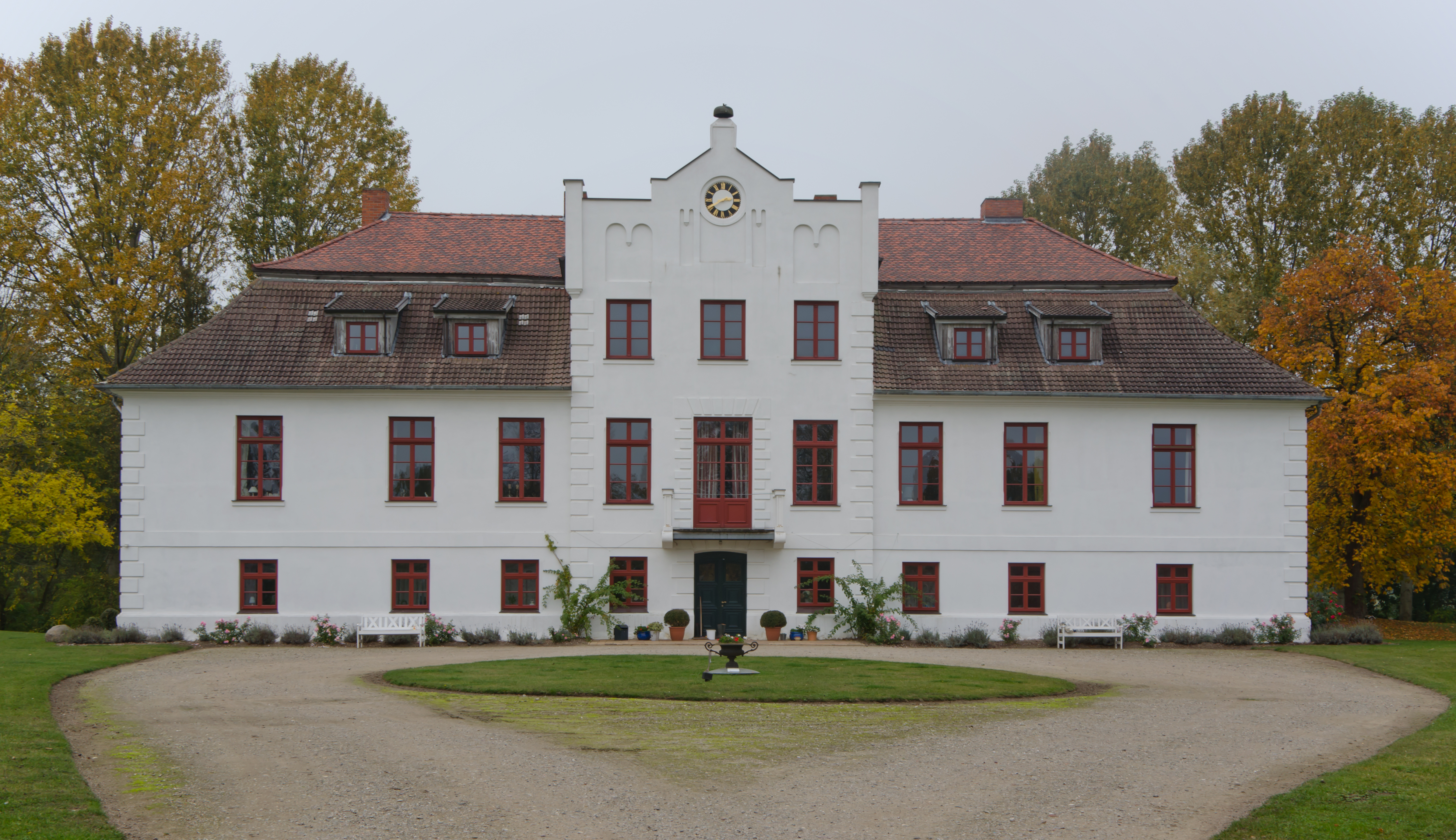
Gutshaus

Gut Gerdshagen ist ein denkmalgeschütztes ehemaliges Landgut in Gerdshagen, einem Ortsteil von Satow, in Mecklenburg-Vorpommern und liegt direkt an der Landstraße 11 zwischen Kröpelin und Bützow.

## Geschichte
Gerdshagen wurde 1224 erstmals urkundlich erwähnt. Hintergrund war eine Bestätigung des Bischofs Brunward an das Kloster Amelungsborn über die Größe des Kirchsprengels von Satow. Der Ort war ein für die Gegend typisches Hagendorf, also ein Waldrodungsdorf. Bei den Siedlern handelte es sich überwiegend um westfälische Bauern. Das Gut war im Besitz der Familie von Rehschinkel.
1459 wurde Gerdshagen vom Herzog Heinrich von Mecklenburg an Sievert von Oertzen verpfändet. Das Gutshaus wurde 1555 durch Vicke von Oertzen im Stil der Renaissance errichtet. Dieser hatte zuletzt mit seinem Bruder Jürgen auf Gorow gelebt. Die beiden teilten die Güter und Vicke von Oertzen machte Gerdshagen zu seinem Hauptgut.
Nach dem Konkurs des Gutes Gerdshagen im Jahr 1660 kam es zu mehreren Besitzerwechseln. Durch ein Gerichtsurteil ging das Gut zunächst an den Erben des Vieregge auf Rossewitz, welcher das Gut an Matthaus Sassenhagen, den Eigentümer von Steinhagen verkaufte. Dieser wiederum veräußerte Gerdshagen 1694 Julius von Veltheim. Im folgenden Jahr erwarb Jochim von Oertzen das Gut wieder für seine Familie. 1718 übernahm Herzog Karl Leopold das Gut, doch bereits 1719 war mit Helmut Friedrich wieder ein Oertzen der Herr auf Gerdshagen. Es wurde in das Gut investiert, unter anderem wurde eine Glashütte errichtet. In der Folgezeit verschlechterte sich die wirtschaftliche Lage der Familie von Oertzen jedoch zusehends. Am 10. Juni 1772 wurde Gerdshagen zusammen mit der Meyerei Charlottental für 26.500 Taler an den Rostocker Jacob Christoph Schröder verkauft.
Anfang des 19. Jahrhunderts erwarb Caspar Friedrich Mühlenbruch das Gut. Neben seiner Tätigkeit als Dirigent und Komponist als Musikdirektor am Schweriner Hof war er auch in der Schafzucht erfolgreich. Während dieser Zeit waren Felix Mendelssohn Bartholdy und dessen Schwester Fanny zu Gast auf Gerdshagen. Zu dieser wird des Gutshauses im neogotischen Stil umgebaut.
1906 wurde der Hamburger Kaufmann Otto Wiskott Eigentümer des Gutes. Der Grundbesitz umfasste zu diesem Zeitpunkt etwa 450 Hektar. Es wurden mehrere Arbeiterkaten errichtet und der Pferdestall wurde um einen Kornspeicher erweitert.
Gerdshagen lag in der Sowjetischen Besatzungszone, wo nach 1945 alle Grundbesitzer mit mehr als 100 Hektar Grundbesitz enteignet wurden. Die Ländereien wurde 64 Siedlern übereignet. Das Gutshaus wurde in den folgenden Jahrzehnten für verschiedenste Zwecke genutzt. Unmittelbar nach dem Krieg zogen Flüchtlinge ein. Später wurde das Gebäude auch als Schule, Arztpraxis und Tanzsaal genutzt. Bis 1989 gab es Renovierungen, diese verändern den historischen Charakter des Gutshauses jedoch erheblich. Seit 1998 befindet sich die Gutsanlage wieder in Privatbesitz und wird seitdem aufwändig saniert. Auf Antrag der Eigentümerfamilie Arndt wurden Gutshaus, Pferdestall und der sechs Hektar große Park im Jahr 2000 unter Denkmalschutz gestellt. Der ehemalige Pferdestall kann für Feiern gemietet werden und im Gutshaus wurden vier Ferienwohnungen eingerichtet.

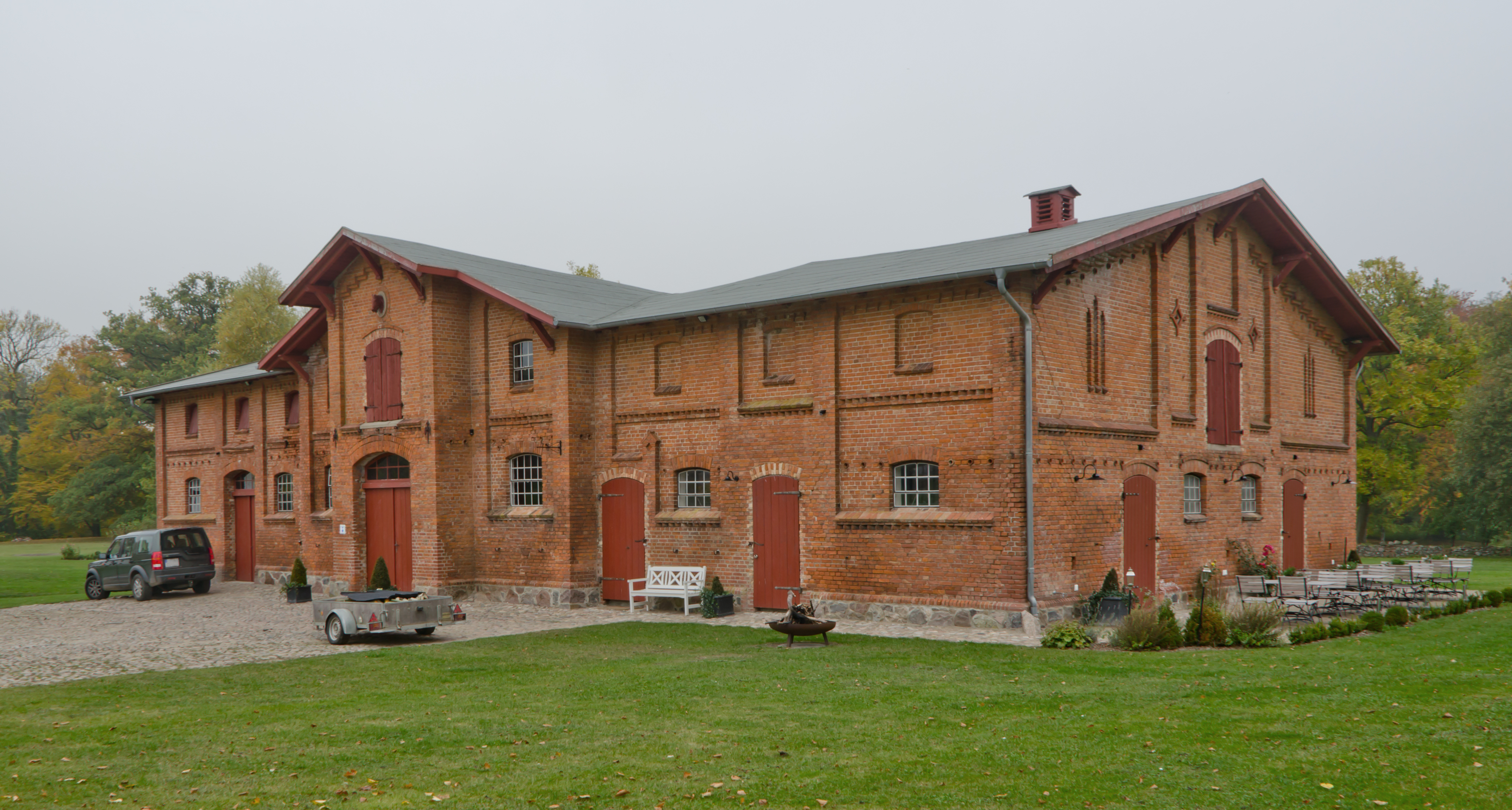
Pferdestall
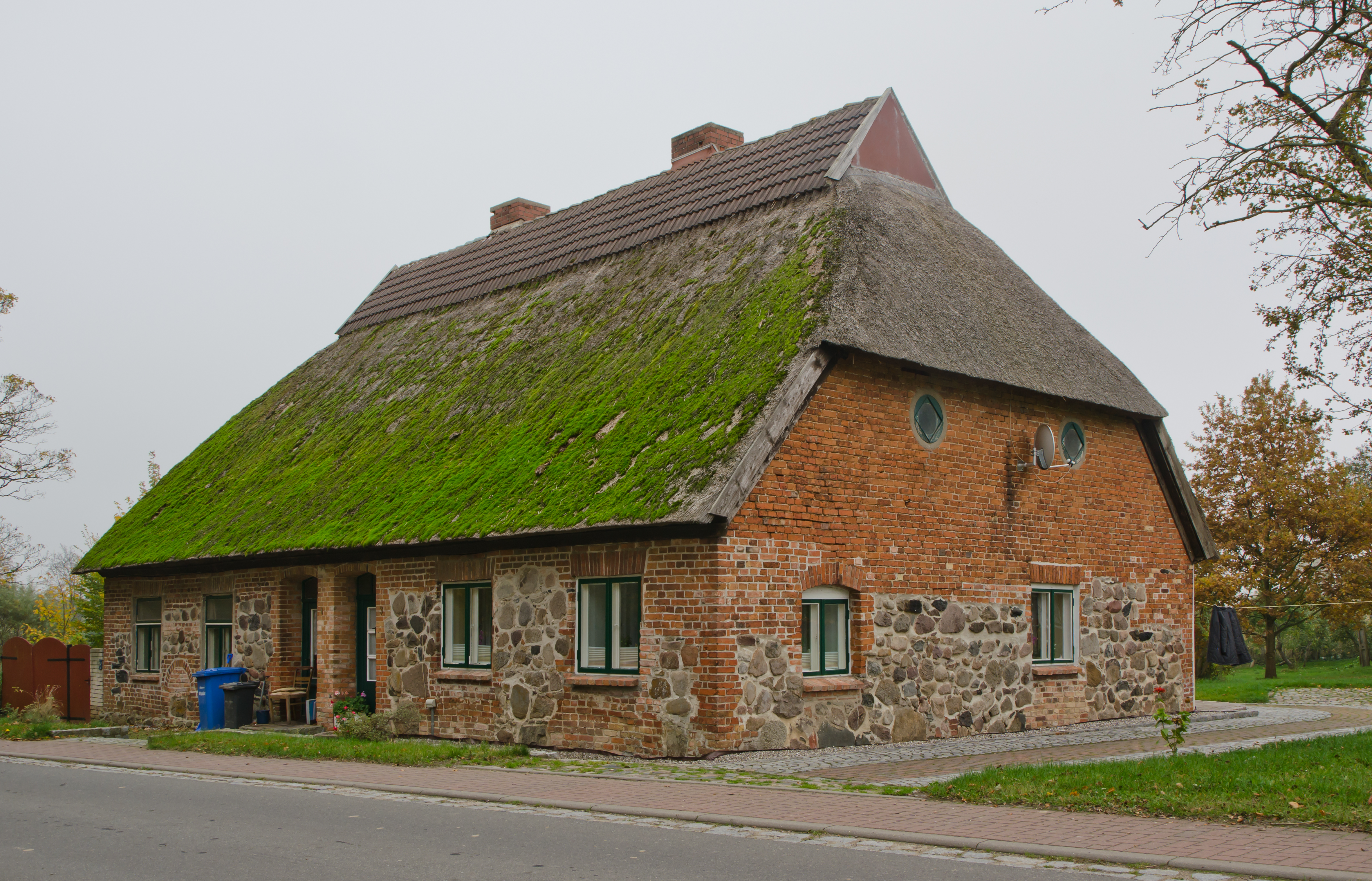
Arbeiterkaten
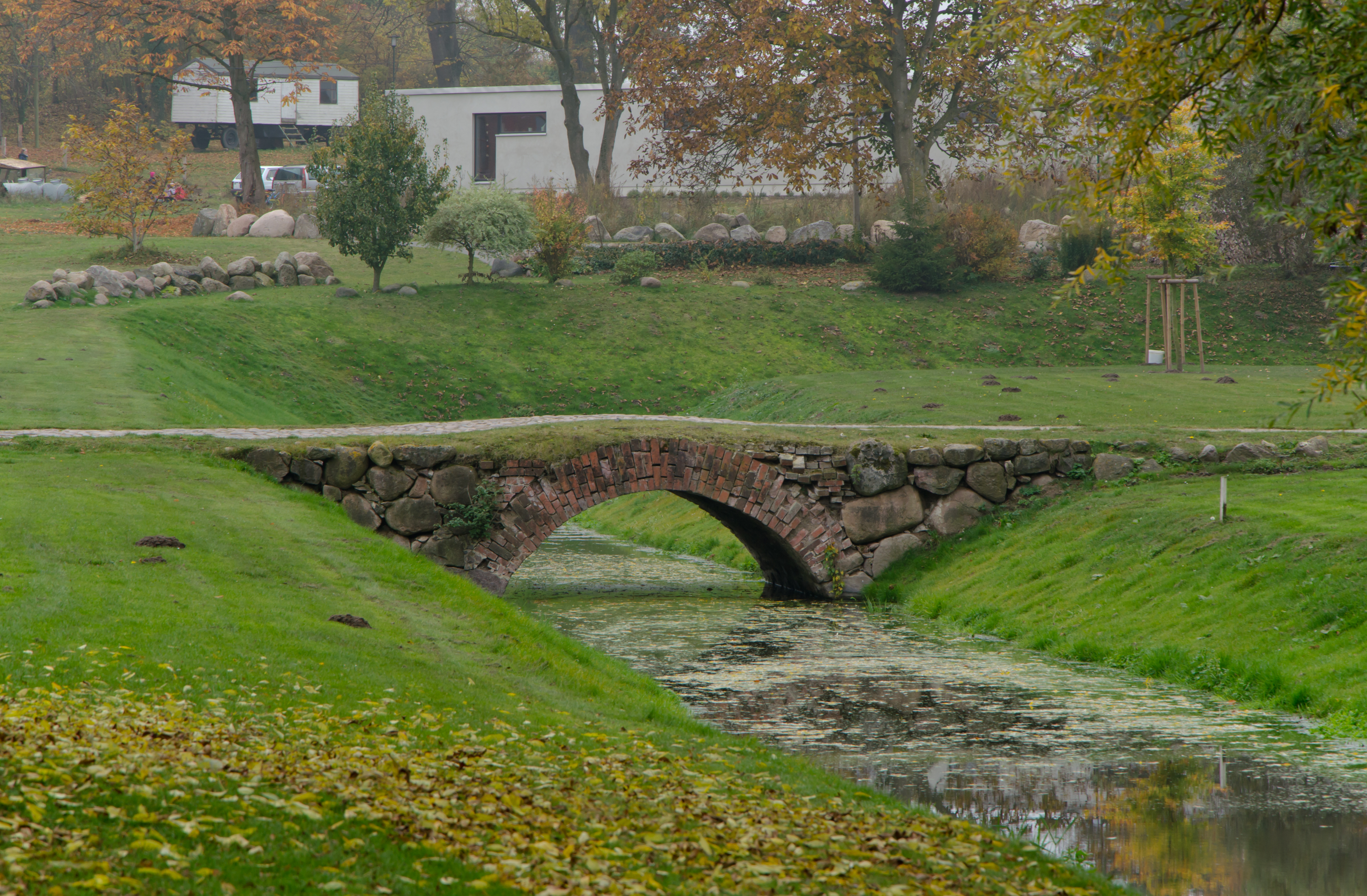
Brücke
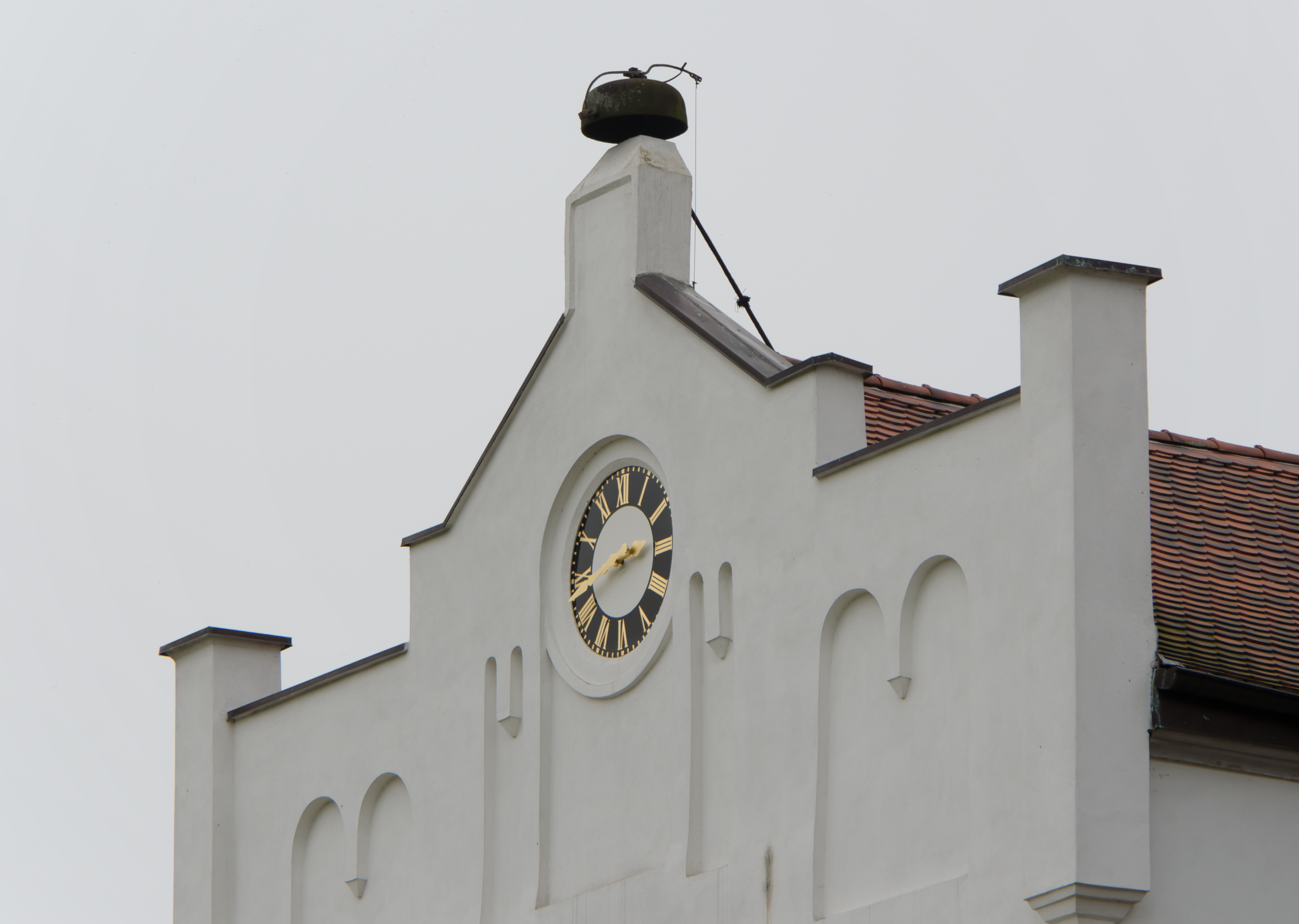
Uhr am Gutshaus
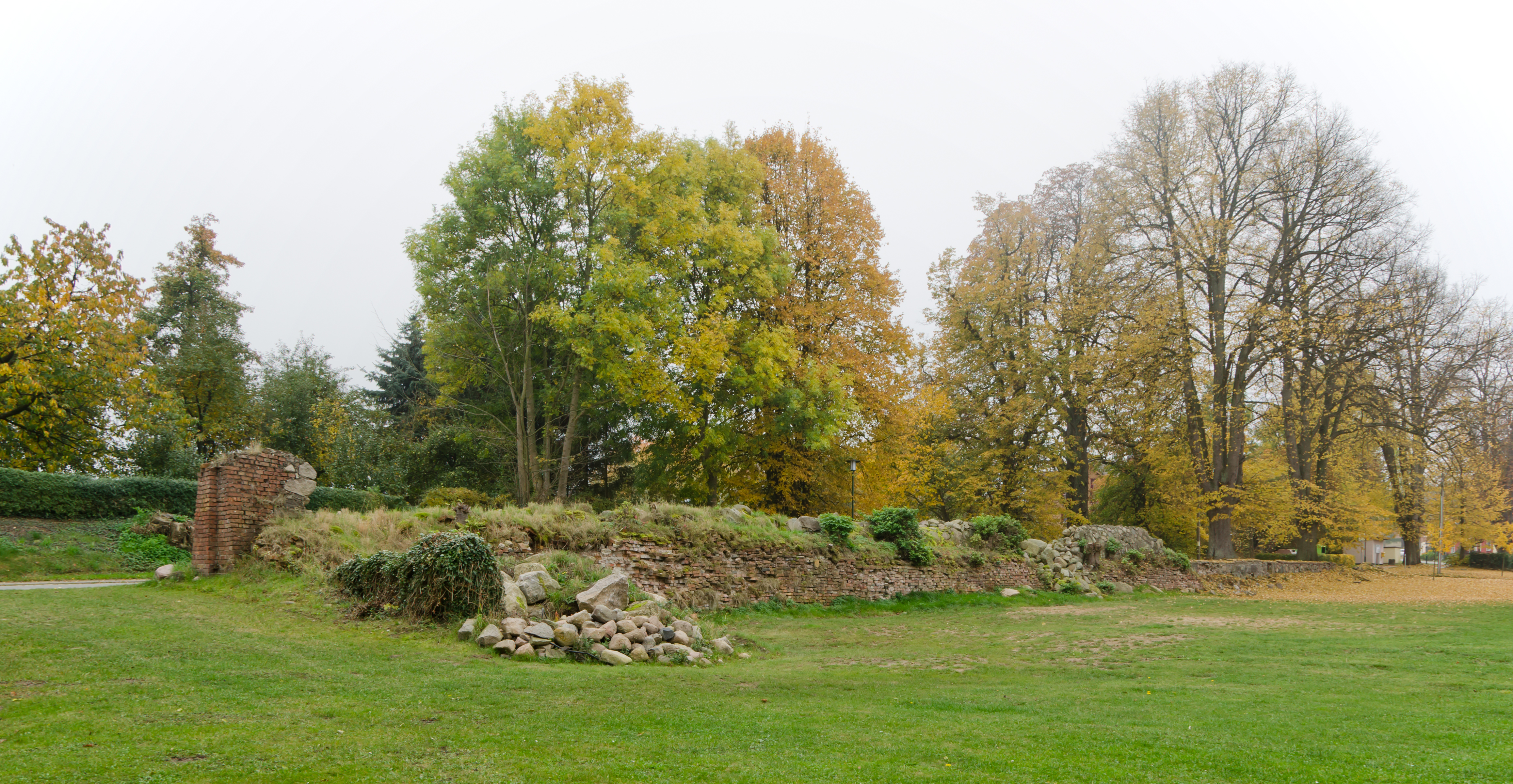
Gutsmauer